# ZeuS
ZeuS (также Zeus, Zbot) — троянская программа и ботнет нового типа, появившаяся в 2007 году, и предназначенная для перехвата паролей от платежных систем и последующей кражи денежных средств. Ущерб от данной троянской программы составил 70 млн долларов.

## Характеристика троянской программы
ZeuS был написан на Visual C++. Предназначен для всех версий Windows, и из-за своей структуры, позволяющей работать без подключения программы к драйверам, может заразить компьютер даже из гостевой учётной записи.
После того, как произошло заражение, троянская программа внедряется в систему и перехватывает ваши регистрационные данные. Получив ваши данные, программа переводит на счета других зараженных небольшую сумму денег, тем самым, делая невозможным найти счет взломщика.
Некоторые версии ZeuS маскируются цифровой подписью Лаборатории Касперского. После внимательного изучения этой подписи были выявлены некоторые различия, в связи с чем подпись была признана подделкой.
Помимо версий для Windows существует ещё 5 разновидностей вируса для мобильных устройств. Они направлены на устройства с операционной системой BlackBerry и Android.
ZeuS стал одним из первых троянов, который продавался по принципам лицензионной программы (до тех пор, пока код программы не был выложен в открытый доступ). Мобильная версия ZitMo помогала обходить двухфакторную авторизацию с отправлением текстовых сообщений на мобильное устройство.

## Распространение
Как сообщает Kaspersky.ru, первая зафиксированная активность трояна ZeuS датируется 2007 годом, когда с помощью него были произведены кражи данных в департаменте транспорта США.
От ZeuS пострадали 196 стран мира. Компьютеры заражались через электронную почту, зараженные файлы, ссылки-ловушки и социальные сети. Это был первый в истории случай, когда вредоносное ПО распространялось через социальные сети. Через Facebook пользователям передавалось несколько фотосообщений, которые переадресовывали на сайты с ZeuS. От данного типа распространения троянской программы особенно сильно пострадали США, Индия и Италия.

## Центры управления
В лаборатории Касперского, согласно статистике IP-адресов, была составлена карта распространения серверов.
Как видно по карте, вредоносные адреса разбросаны по всему миру. Но чаще всего злоумышленники размещают свои серверы у европейских, североамериканских, российских и китайских провайдеров. В этих регионах лучше всего развита сфера предоставления услуг хостинга.

## Скрытое сообщение в программе
В одной из модификаций ZeuS содержалось скрытое сообщение, в котором разработчики выразили благодарность разработчикам антивируса Касперского и Avira AntiVir, а антивирусы Nod 32 и Symantec назвали «глупыми». Оригинальный текст сообщения выглядит так: 
 
Thanks to KAV and to Avira for new quests, i like it! NOD32 and SAV is stupid!

## Ущерб
Экспертами компаний по информационной безопасности Checkpoint Security и Versafe, участвовавшими в исследовании вредоносной деятельности группы вирмейкеров, похищавших средства со счетов клиентов ведущих европейских банков, был подсчитан ущерб, нанесённый клиентам, который составил €36 млн. Вирусная атака затронула такие страны, как Испания, Италия, Германия и Нидерланды. Атаке подвергался не только персональный компьютер жертвы, но и мобильные устройства клиента.
Ботнет GameOver Zeus (GOZ), построенный на основе ZeuS, был обезврежен усилиями спецслужб.

## Возможные авторы ZeuS
В 2013 году Хамза Бенделладж, известный в Интернете как Bx1, был арестован в Таиланде и депортирован в Атланту (штат Джорджия, США). В ранних сообщениях говорилось, что он был вдохновителем ZeuS. Его обвинили в использовании ботнета SpyEye (ботнет, функционально похожий на ZeuS), а также подозревали в использовании ботнета ZeuS. Ему было предъявлено обвинение по нескольким пунктам обвинения в мошенничестве с использованием электронных средств, компьютерном мошенничестве и злоупотреблениях.
В авторстве исходного трояна ZeuS и распространении основанного на нем ботнета GameOver ZeuS ФБР обвиняют россиянина Евгения Михайловича Богачева (известен также под псевдонимами Slavik и Lucky12345, а также Pollingsoon). По данным ФБР, он проживает в Анапе. Его четверо сообщников известны по никам Temp Special, Ded, Chingiz 911 и Mr. Kykypyky, а проживают они на Украине и в России (по информации спецслужб США). Богачев считается одним из главных киберпреступников, разыскиваемых ФБР. За помощь в поимке Богачева предлагается вознаграждение в размере 3 млн долларов.
В 2017 году The New York Times опубликовала статью, в которой утверждалось, что Евгений Богачев может работать на российские спецслужбы и помогать добывать им секретные сведения.